# Jelena Lazarević
Jelena Lazarević, död 1443, var en serbisk prinsessa. Hon var furstinna av Zeta 1386–1407, gift med furst Đurađ II Balšić av Zeta, och sedan med den bosniska adelsmannen Sandalj Hranić. Hon är känd för sin korrespondens med bland andra munken Nikon av Jerusalem, och hennes brev ingår i Gorički zbornik.